# Pawłocin
Pawłocin (niem. Pawlozinnen, od 1938 r. Paulshagen) – wieś w Polsce położona w województwie warmińsko-mazurskim, w powiecie piskim, w gminie Biała Piska. W latach 1975–1998 miejscowość administracyjnie należała do województwa suwalskiego.
Wieś mazurska, położona przy dawnej granicy Prus Książęcych i Mazowsza.

## Historia
Wieś założona w XV w. ramach kolonizacji Wielkiej Puszczy. W XV i XVI w. wieś w dokumentach zapisywana była jako: Paulotzine, Pawloczin, Pauloschin. Początek osady Pawłocin sięga 1424 roku, kiedy to o tereny, obejmujące 70 łanów przy Pauloczinstog – niezamieszkanej dąbrowie w środkowym biegu rzeczki Pauloczinstog (obecnie rzeka Konopka), starali się Bartosz i Rafał z Pisza. Przy tej rzece leżała inna „stara wieś” i młyn. Być może wspomniana „stara wieś” mogła się odnosić jeszcze do osady Galindów, którzy wcześniej te tereny zamieszkiwali, lub osadnictwa z terenów północnego Mazowsza.
W 1435 w miejscu wsi dobra służebne na prawie chełmińskim nadane zostały przez komtura bangijskiego Erazma Fishborna za wiedzą wielkiego mistrza Pawła von Rusdorfa, z wyznaczeniem 10 lat wolnizny od służby zbrojnej i płużnego. Niejaki Bartosz otrzymał 64 łany, z których 48 położonych było przy Paulotzine (rz. Konopka), a 16 łanów nad rzeką Wincentą w jej dolnym biegu. Bartosza zobowiązano do 4 służb lekkozbrojnych. Z późniejszych źródeł wynika, że było to nadanie dla 4 dóbr nad strumykiem Konopka i dotyczyło Pawłocina, sąsiednich Płacht i Rolek przy Kożuchach oraz położonych nieco dalej Konopek. Dla każdej z wymienionych wsi służebnych wyznaczono jedną służbę zbrojną.
W 1519 przy okazji „popisu wojskowego” wymieniono wieś Pawłocin. W 1520, kiedy wojska mazowieckie zagrażały okolicom Pisza, wojska państwa zakonnego, złożone z wolnych szybko skapitulowały i złożyły przysięgę na wierność królowi polskiemu. W wyniku tego Zakon skonfiskował dobra w Pawłocinie pierwotnemu jej właścicielowi (zobowiązanemu do służby rycerskiej na rzecz Zakonu) – Mikołajowi Pawłoczyńskiemu i sprzedał Pawłowi Ozorowi, zachowując dawne prawa i obowiązki. W 1526 r. król polski Zygmunt Stary wstawił się za Mikołajem Pawłoczyńskim u księcia Albrechta, proponując przywrócenie dóbr. Nie było to jednak skuteczne, gdyż w późniejszych dokumentach właścicielem dóbr w Pawłocinie jest wspomniany Paweł Ozor. W roku 1529 Paweł Ozor sprzedał połowę swojego majątku w Pawłocinie Mikołajowi, Markowi, Janowi, Wiesławowi i ich matce Katarzynie. Oddzielone od Pawłocina Kruszewo liczyło 30 łanów na prawie chełmińskim, bez obowiązku służby zbrojnej (rycerskiej). Kruszewo jako samodzielna wieś (dobra) wymieniane jest już w 1579 r.
Od nazwy wsi powstało nazwisko drobnej szlachty – Pawłoczyński.

## Położenie
Wieś położona jest na terenie Pojezierza Ełckiego wchodzącego w skład Krainy Wielkich Jezior Mazurskich. Pawłocin leży w odległości 7 km na wschód od Białej Piskiej, przez wieś przebiega droga do Prostek. W pobliżu płynie strumyk Pawłocina – górny bieg strumienia Konopki; znajduje się tu również kilka wzniesień: Góra Dąbrowa (157 m n.p.m.), Walewska Góra (199 m n.p.m.) oraz Żal lub Góra Pawłocińska (168 m n.p.m.), wszystkie w odległości nie większej niż 2 km od wsi.

## Zabytki
- dawny cmentarz ewangelicki z XIX wieku, wpisany do gminnego rejestru zabytków
- w lesie koło wsi znajdowała się mogiła żołnierza rosyjskiego poległego w tej okolicy podczas działań wojennych 1915 roku; nie zachowała się